# Supraviețuitorul (film din 1996)
Supraviețuitorul (în engleză Last Man Standing) este un film american de acțiune de de crimă din 1996 regizat de Walter Hill, cu Bruce Willis, Christopher Walken și Bruce Dern. Este o refacere a filmului lui Akira Kurosawa, Yojimbo (din 1961).

## Distribuție
- Bruce Willis - John Smith
- Bruce Dern - Sheriff Ed Galt
- William Sanderson - Joe Monday
- Christopher Walken - Hickey
- David Patrick Kelly - Doyle
- Karina Lombard - Felina
- Ned Eisenberg - Fredo Strozzi
- Michael Imperioli - Giorgio Carmonte
- R. D. Call - Jack McCool
- Alexandra Powers - Lucy Kolinski
- Ken Jenkins - Captain Tom Pickett
- Ted Markland - Deputy Bob
- Leslie Mann - Wanda
- Patrick Kilpatrick - Finn